# Borovište
Borovište je naziv za nogometno igralište u mjestu Unešiću koje se nalazi u Šibensko-kninskoj županiji. Na njemu svoje susrete igra NK Zagora Unešić.
Igralište ima kvalitetan travnjak, tribinu za gledatelje sa 600 sjedalica i klupske prostorije sa svlačionicama. Oko igrališta ima prostora i za još oko 1900 stajaćih mjesta, tako da trenutni kapacitet stadiona iznosi 2500 gledatelja. Igralište je klasično nogometno – bez tartan staze i (za sada) bez reflektora. 
Postoje planovi da se u daljnjem razdoblju izgradi još jedna tribina, kao i pomoćno igralište koje bi bilo pod umjetnom travom.
Rekord posjećenosti Borovišta je 6500 gledatelja, na utakmici četvrt-finala Hrvatskoga kupa Zagora – Dinamo Zagreb 1:2 (1:0), odigranoj 12. studenoga 2008. godine. Za tu prigodu, zbog nezapamćenog interesa postavljene su montažne tribine, posuđene od Viteškog alkarskog društva iz Sinja, te iz Šibenika od organizatora Šibenskog festivala djeteta.